# Notre-Dame-de-Grâce
Pour l’article homonyme, voir Notre-Dame-de-Grâce (homonymie).
Notre-Dame-de-Grâce (souvent abrégé en anglais NDG, [ɛn.di.dʒi]) est un quartier résidentiel de la ville de Montréal situé dans l'arrondissement Côte-des-Neiges-Notre-Dame-de-Grâce. Bordé au sud-est par la falaise Saint-Jacques et limité au nord-ouest par le chemin de la Côte-Saint-Luc, Notre-Dame-de-Grâce s'étend d'est en ouest, des limites de la ville de Westmount au limites de la ville de Montréal-Ouest. Son origine remonte à l'époque de la Nouvelle-France.

## Description
Situé sur le versant ouest du Mont Royal, le quartier Notre-Dame-de-Grâce est aujourd'hui délimité au nord principalement par le Chemin de la Côte Saint-Luc, à l'est par la rue Claremont (sud-est) et la rue Victoria (nord-est), au sud par la rue Saint-Jacques et à l'ouest par la rue Connaught.

## Origine du nom
Le quartier Notre-Dame-de-Grâce est nommé en l'honneur de la dévotion à Marie, Mère de la Grâce. Cette dévotion a vu le jour dès le XIIIe siècle avec la fondation de l'ordre de la Merci par Pierre Nolasque et Raymond de Peñafort. Le nom fait aussi référence au sanctuaire Notre-Dame-de-Grâces de Cotignac en France, où auraient eu lieu des apparitions mariales. Territoire anciennement agricole, il fut surnommé « le verger de Montréal » avant de devenir au début du XXe siècle une des banlieues vertes de Montréal.

## Histoire
Vers la fin du XVIIe siècle, le nord du Vieux-Montréal n’était qu’une immense forêt s’étalant au pied du mont Royal, entourée de marécages et de ruisseaux. Cependant, les premiers européens s’établissent à Notre-Dame-de-Grâce le 18 novembre 1650, soit Jean Descarries (ou Descaris) dit le Houx et Jean Leduc, originaire d’Igé en Perche, (France). Ces deux Français reçoivent chacun trente arpents de terre à Notre-Dame-de-Grâce, un vaste territoire qui s’étendait depuis ce qui allait devenir la rue Atwater jusqu’à Lachine.
À partir de 1774, une communauté anglophone s'installe sur les hauteurs du quartier, dont James Monk, où son domaine, le Monklands, devient de 1844 à 1849 le lieu de résidence du gouverneur du Canada, alors que Montréal était la capitale du pays. Le domaine passe en 1854 aux mains de la Congrégation de Notre-Dame qui y érige le couvent Villa Maria devenu l'actuelle école Villa Maria.
En 1853, la construction de l'église Notre-Dame-de-Grâce est terminée.

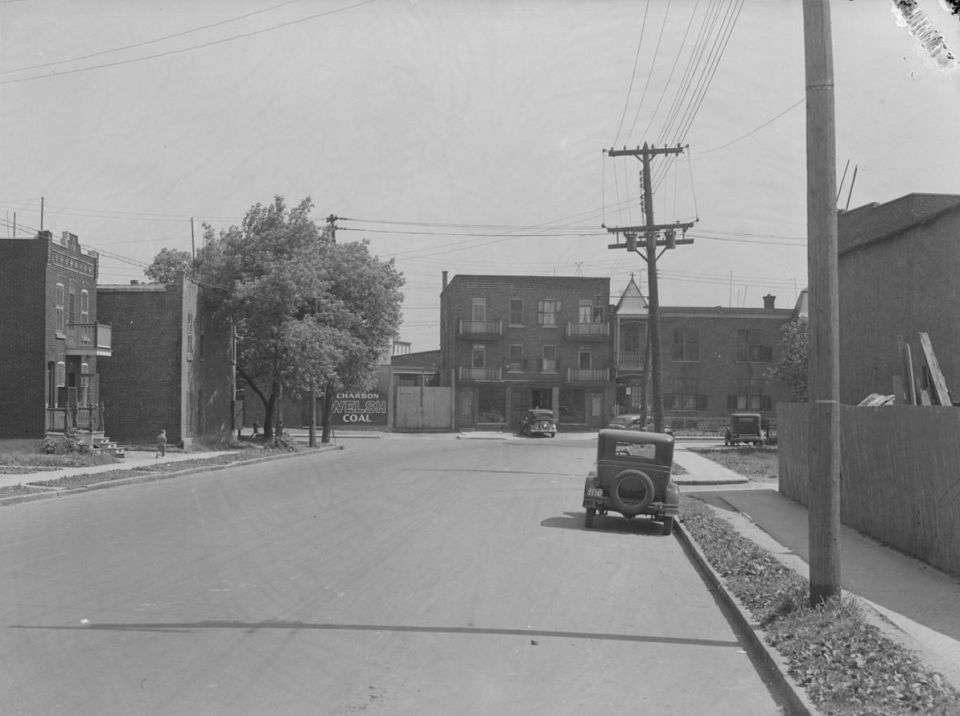
Avenue Western à l'angle de l'avenue Prud'homme dans Notre-Dame-de-Grâce, 1938.

En décembre 1876, on proclame la création de la municipalité du village de Notre-Dame-de-Grâce. En 1906, on incorpore le village de Notre-Dame-de-Grâce en municipalité de ville. Le 4 juin 1910, on procède à l'annexion définitive de Notre-Dame-de-Grâce à la ville de Montréal.
C’est au cours de cette période que la grande famille des Descarries, qui fut ancrée très longtemps dans le secteur, connaît son apogée. Par exemple, Daniel-Jérémie Décarie (1836-1904) fut maire de Notre-Dame-de-Grâce de 1877 à 1904 et son fils, l'avocat Jérémie-Louis Décarie (1870-1927), fut un parlementaire québécois. La ferme Décarie est réputée pour son « melon Décarie ».
En 1908, la première ligne de tramway fait son apparition dans Notre-Dame-de-Grâce. Un trajet part de la rue Mont-royal, contourne la montagne et aboutit à la gare Snowdon après avoir traversé les terres de la ferme Décarie. Peu à peu le village se développe autour de l’église Notre-Dame-de-Grâce qui est maître des sept paroisses de l’ouest de l’île. C’est aux alentours des années 1920 que NDG accueille, grâce au chemin de fer, plus d’anglophones, entraînant ainsi la construction de nombreuses écoles et églises. Peu à peu, les fermes et les vergers cèdent la place à des constructions résidentielles. L’autoroute Décarie est ouverte aux automobilistes en 1966, à temps pour l’Exposition universelle de 1967. La construction de l’autoroute força le déplacement de 285 familles et bouleversa le quartier.
Le quartier est maintenant joint à Côte-des-Neiges au sein de l’arrondissement Côte-des-Neiges-Notre-Dame-de-Grâce depuis 2002.

## Culture

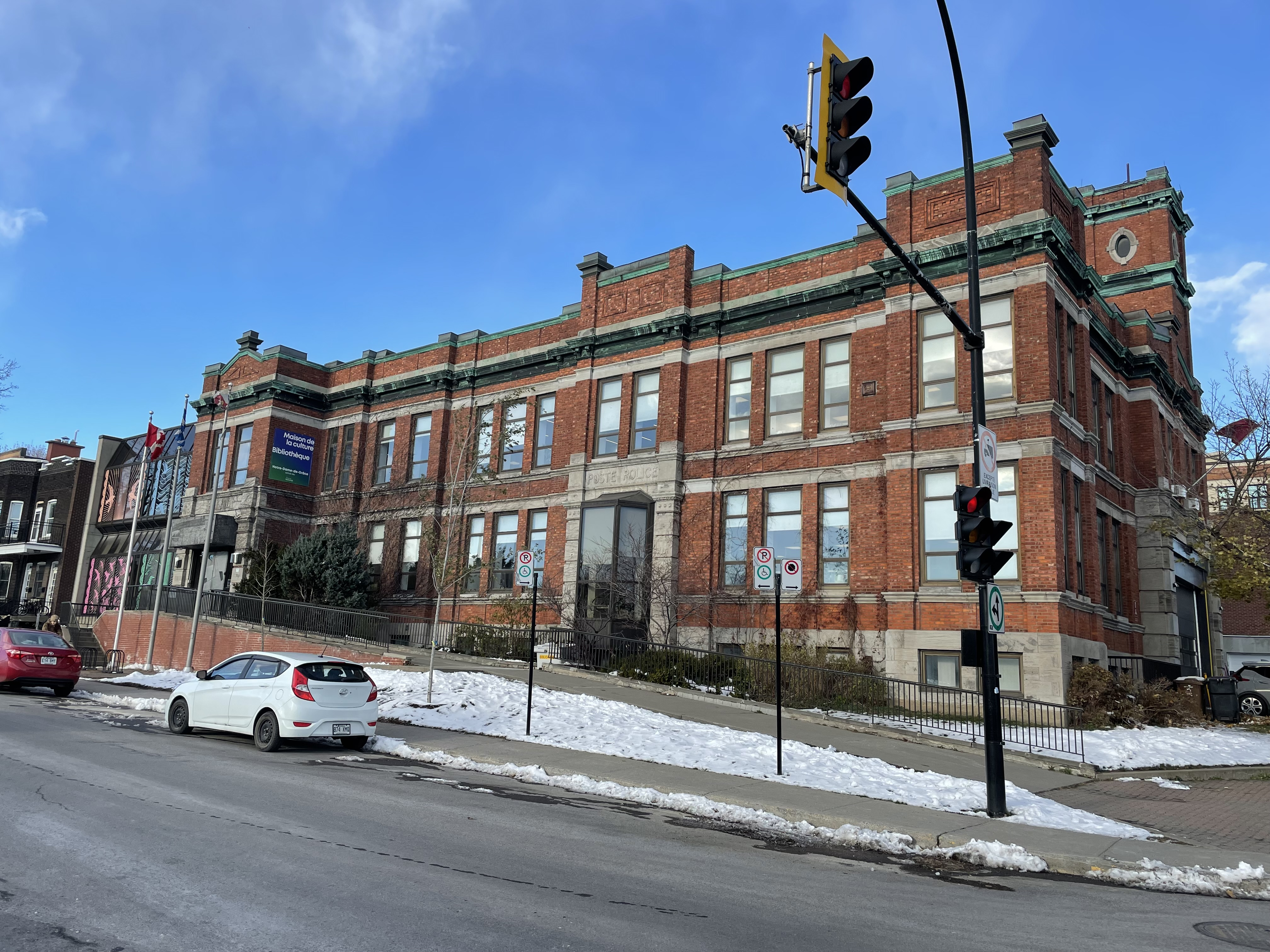
Maison de la Culture et Bibliothèque de Notre-Dame-de-Grâce situées au 3755, rue Botrel à l'angle de l'avenue Notre-Dame-de-Grâce.

Depuis 2015, le quartier accueille « Balcon Fête », où les résidents jouent de la musique depuis leurs porches, balcons ou toits,. 
Le quartier compte deux bibliothèques : la Bibliothèque de Notre-Dame-de-Grâce, située dans le même édifice que la Maison de la culture de Notre-Dame-de-Grâce,  ainsi que la Bibliothèque Benny qui se trouve dans le Centre Culturel de Notre-Dame-de-Grâce sur la rue Monkland au coin de la rue Benny depuis 2016.

## Éducation
Le siège de la Commission scolaire English Montréal est situé dans NDG.
L'histoire de la bibliothèque Fraser-Hickson est liée depuis longtemps à ce quartier.